# Lessia Dytchko
Lessia Vassylivna Dytchko (en ukrainien : Леся Василівна Дичко, de son prénom de naissance Lioudmyla), née le 24 octobre 1939, est une compositrice et professeure de musique ukrainienne.

## Biographie
Lessia Dytchko est née à Kiev. Elle est diplômée de l'école de musique secondaire M.-V.-Lyssenko en 1959 avec un diplôme en théorie musicale. En 1964, elle obtient un diplôme de composition musicale à l'Académie nationale de musique de Kiev, en Ukraine, où elle reçoit l'enseignement de Kostiantyn Dankévytch (en) et Boris Liatochinski. En 1971, elle étudie auprès de Nikolaï Peïko.
Après avoir terminé ses études, Lessia Dytchko a travaillé comme compositrice et professeur de musique, donnant des conférences à l'Institut pédagogique de Kiev de 1965 à 1966, à l'Académie des arts de Kiev de 1972 à 1994, au studio du Chœur national émérite des bandouristes ukrainiens à partir de 1965. En 1994, elle a pris un poste de professeur à l'Académie nationale de musique d'Ukraine, enseignant la composition et la théorie musicale. Elle enseigne également en tant que professeure invitée dans d'autres universités.

## Œuvres
Dytchko incorpore des éléments de la musique folklorique ukrainienne et compose pour des interprétations orchestrales, chorales et instrumentales, comprenant de la flûte, du violon, de l'orgue et du piano. Elle compose également pour des performances sacrées et des bandes originales de films dont les œuvres suivantes :
- Vertep, oratorio
- Liturgie triomphale pour chœur a cappella et solistes
- Pryvitannia jyttia (« Accueillir la vie »), symphonie

## Distinctions
- Artiste du Peuple de l'Ukraine
- Prix national Taras-Chevtchenko
- Ordre du prince Iaroslav le Sage, 5e classe
- Praticien émérite des Arts de l'Ukraine (d)
- Ordre du Mérite, 3e classe
- Ordre du Mérite, 2e classe
- Ordre de la Princesse Olga, troisième classe